# Юзеф Чосновський

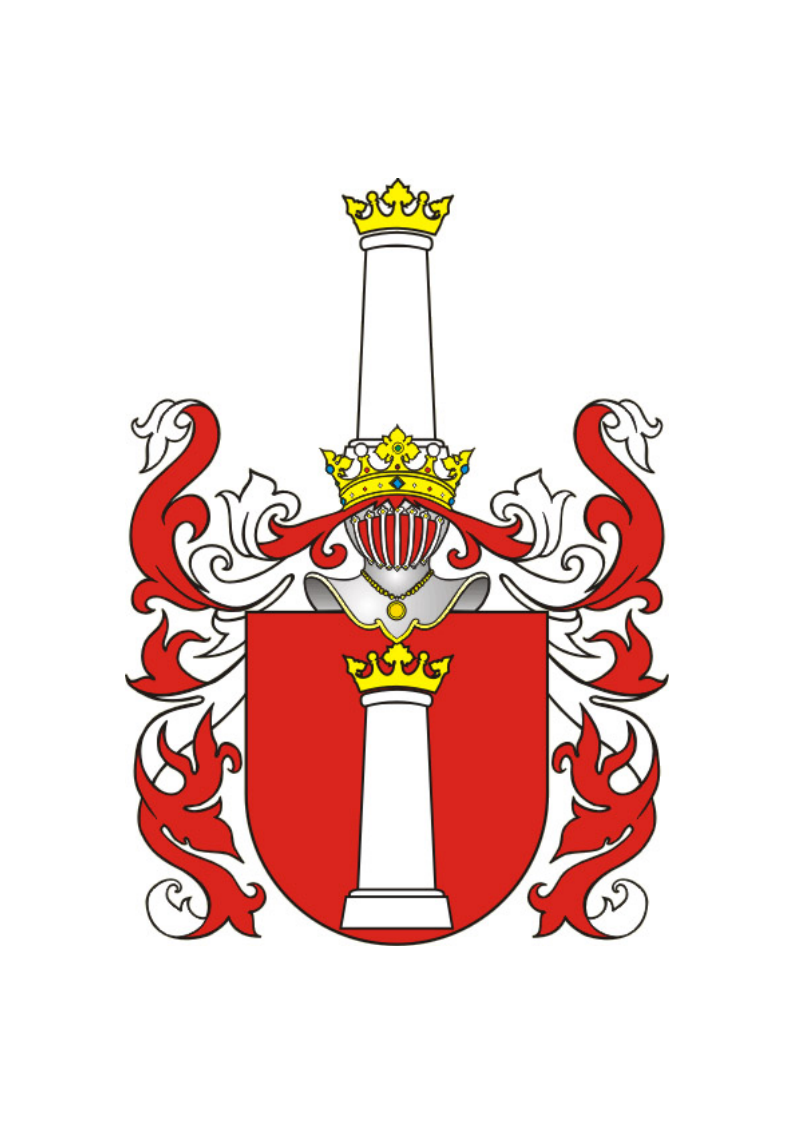
Варіант гербу Колона

Юзеф Чосновський (пол. Józef Czosnowski, пом. 1782) — польський шляхтич, урядник Республіки Обох Націй (Речі Посполитої). Представник шляхетського роду Чосновських.

## Життєпис
Син уланівського старости, вишогрудського каштеляна Антонія Чосновського та його дружини — Анни з Манчукевичів (Манчуковської), вірменки зі Львова.
Юзеф Чосновський був уланівським (у 1740 році на це дав згоду король) та вінницьким (у 1754 році з дозволу короля викупив це староство в Калиновського[кого?]) старостою. У 1756 році отримав право видержавлення обидвох староств.
Дідич Тисмениці. У 1777 році підтвердив права вірменської громади цього міста, також подав у відставку з посади ротмістра.
Нагороджений орденом святого Станіслава в 1781 році.
Дружина — Маріанна Луговська; донька — Анна Домініка, дружина графа Домініка Потоцького гербу Золота Пилява.